# フモン系アメリカ人

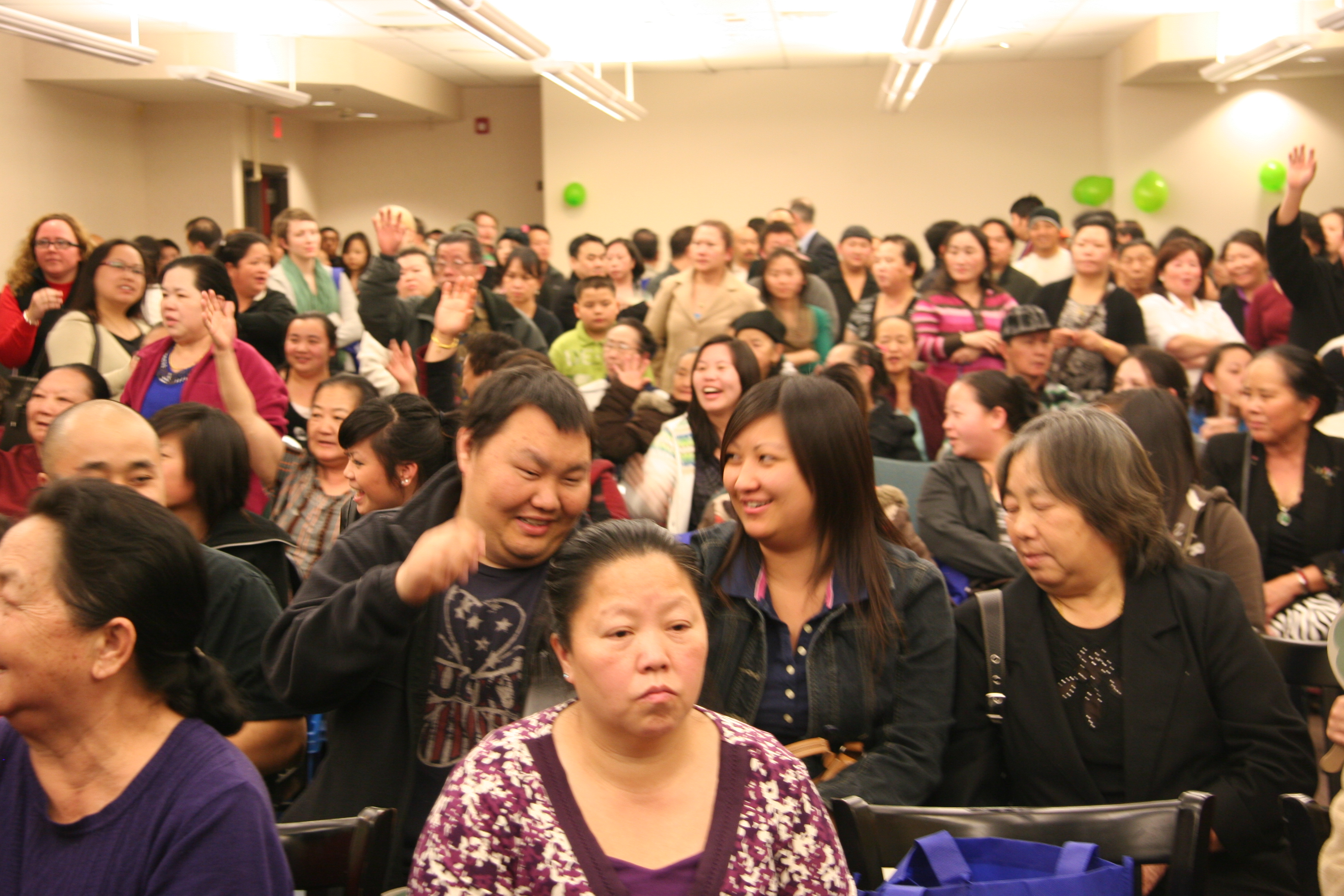
ミネソタ州・セントポールで行われたフモン系アメリカ人の集会

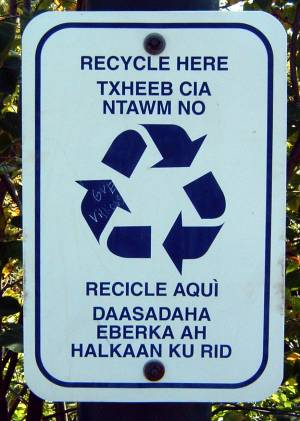
ミネアポリスの標識。英語、スペイン語、ソマリ語と共にフモン語で"TXHEEB CIA NTAWM NO" /tsʰẽ́ cīə ^{n}da̰ɨ nɔ̄/と記されている。

フモン系アメリカ人（フモンけいアメリカじん、RPA表記: Hmoob Mes Kas、IPA: [m̥ɔ̃́ mè kà]）は、フモンをルーツに持つアメリカ人のことである。アメリカで暮らすフモンの多くは、1970年代のラオス内戦により難民として逃れてきた人々の子孫である。
2021年の統計によると、フモン系アメリカ人の人口は368,609人を数える。2019年時点で最大のフモン系コミュニティはミネアポリス・セントポール都市圏に位置する。フモン系アメリカ人は医療のアクセス及び社会経済上の格差に直面しており、ヘルス・リテラシーや余命の中央値、一人当たりの収入は他のアメリカ人に比べて低くなっている。
「フモン」(英: Hmong, フモン語: Hmoob) という民族名は、日本語ではモンと表記されることもある。この記事では、オーストロアジア系言語を話すモン族 (Mon)と区別するため、Hmongをフモンと表記する。

## 歴史
古代からベトナム戦争終結まで
フモン・ミエン語族のフモン語 (ミャオ語) を話す人々は、中国 (主に貴州省・雲南省・広西チワン族自治区)、ベトナム、ラオス、タイの山岳地帯、及びアメリカ合衆国、カナダ、オーストラリア、及びフランス領ギアナに居住している。
中国の民族識別工作において、フモン語の話者は「苗族 (拼音: Miáo zú)」に分類されている。「苗」という名称は、先秦時代の文献にも見られる。古代中国の文献に現れる「苗」と現代のフモンの繋がりは自明なものではない。いずれにせよ、東南アジア諸国のフモンは、19世紀から20世紀にかけて中国西南部から移動してきた人々の子孫である。清代後期の中国では、満州族・漢民族と「苗」の間でたびたび衝突が発生した。戦乱の多発に伴い、フモンを含む西南部の諸民族は、清の支配地を逃れ、インドシナ半島北部の山岳地帯へと南下することとなった。

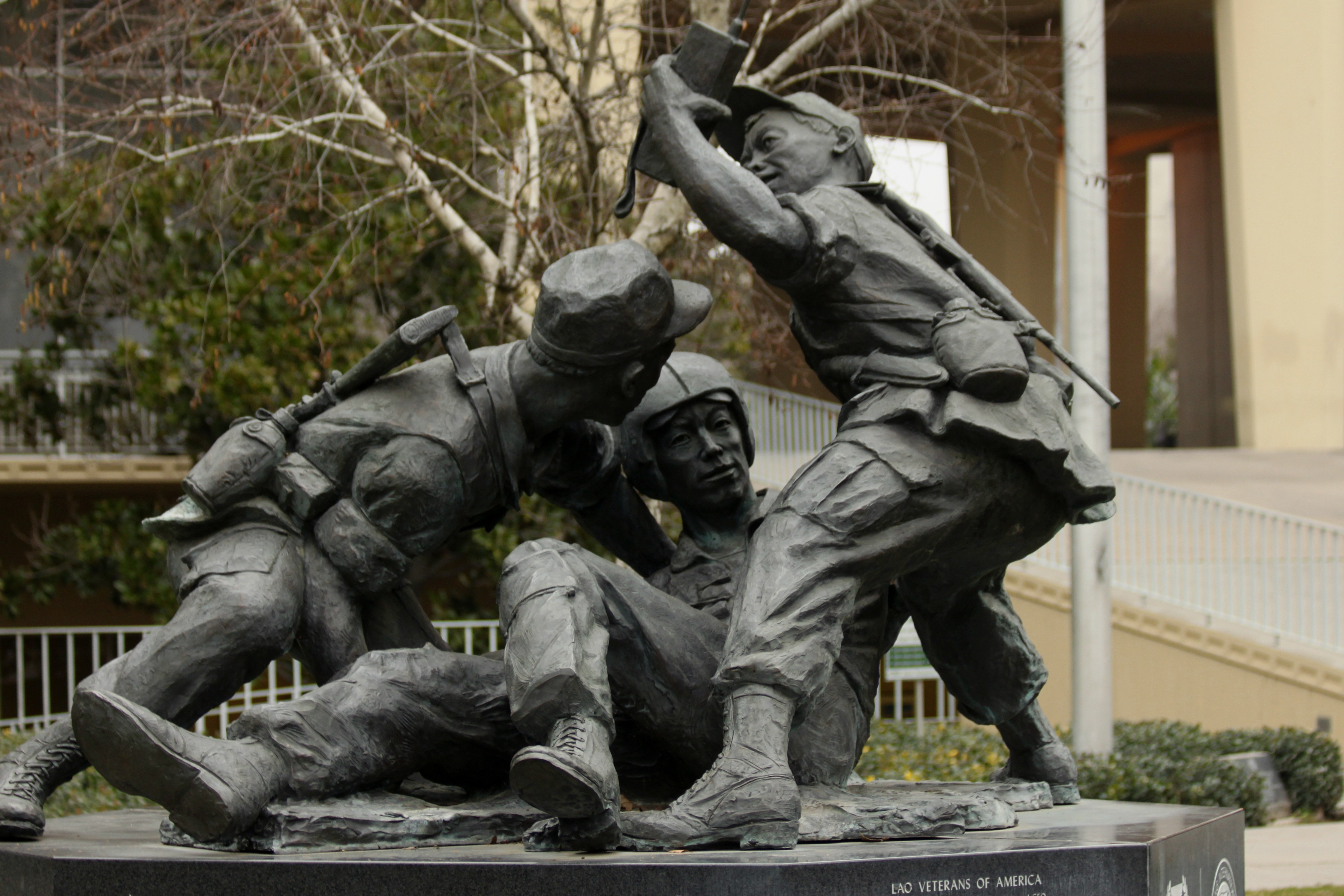
ラオス内戦に従軍したフモンを記念する銅像 (カリフォルニア州フレズノ)

1975年にベトナム戦争が終結すると、フモンの人々は東南アジアから更に海を超え、アメリカ等へと大挙して移住するようになった。1887年から1954年までフランスに支配されていたインドシナ半島は、共産主義陣営とアメリカ率いる西側陣営との対立の舞台になった。インドシナ全土の共産化を恐れたアメリカは、パテート・ラーオと内戦状態にあったラオス王国のフモンに、食糧や経済的・人道的支援を約束し、戦闘の最前線へと送り出した。しかし、サイゴンが陥落し米軍がインドシナから撤退すると、この約束は反故にされ、多くのフモンがパテート・ラーオの支配するラオスに取り残されることとなった。
アメリカへの移住
アメリカ側について戦ったフモンは、膨大な数の死者を出しながらも隣国タイに逃れ、難民キャンプでの生活を送った。1980年に入ると、数百人のフモンがUNHCRの援助を受けてラオスに帰還した一方、約10万人がアメリカに、約1万人がフランス等の第三国へと移住した。
当初は全米各地に離散していたフモンであるが、後に親族の多く集まる地域への再移住が進展し、この結果カリフォルニア州、ミネソタ州及びウィスコンシン州に大規模なフモン・コミュニティが形成された。2023年時点では、約37万人のフモンが米国に居住している。

## 著名な人物
- アーニー・ハー（英語版） - 俳優。映画『グラン・トリノ』で主要人物の一人スー・ロー (Sue Lor) を演じた。
- ビー・ヴァン（英語版） - 俳優。映画『グラン・トリノ』で主要人物の一人タオ・ヴァン・ロー (Thao Vang Lor) を演じた。
- ヴァン・パオ（英語版） - ラオス内戦時にラオス王国軍（英語版）の少将としてフモン人部隊を率いた。
- スニーサ・リー（英語版） - 体操選手。2020年及び2024年夏季五輪で金メダルを獲得した。
- フィナーナ竜宮 (Finana　Ryugu)[20] - NIJISANJI EN所属のVTuber。